# Josef Wirtz

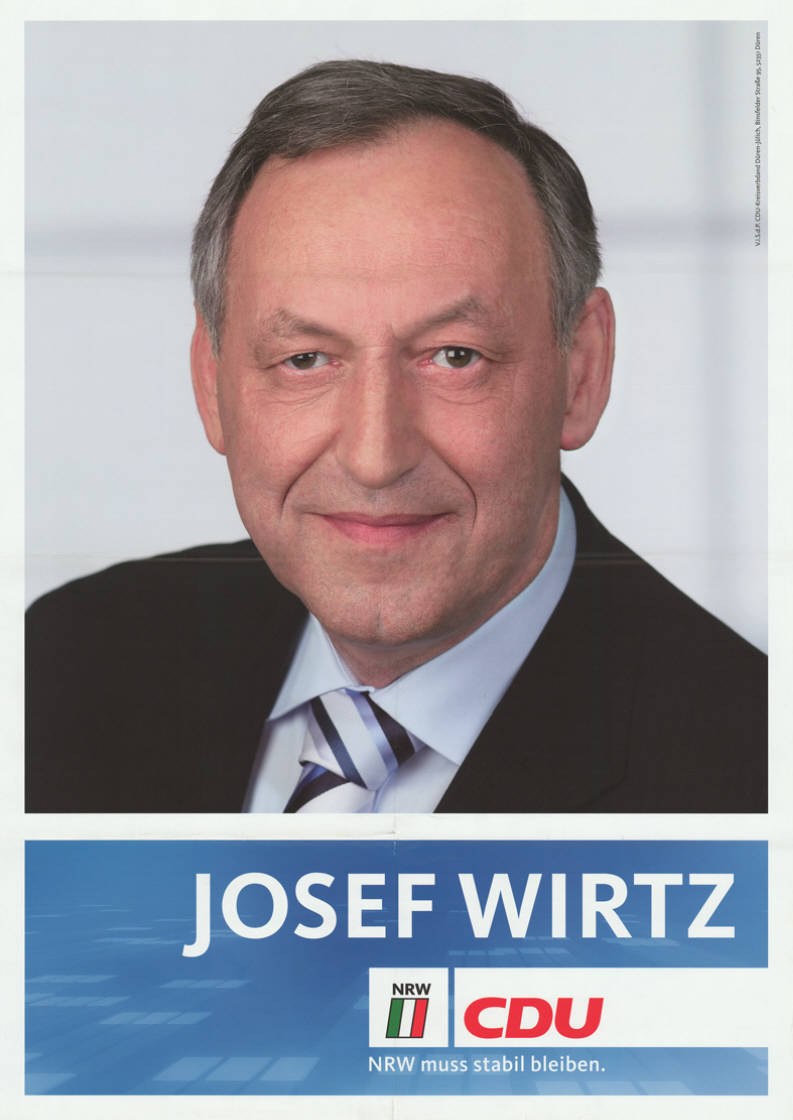
Josef Wirtz auf einem Wahlplakat zur Landtagswahl 2010

Josef Wirtz (* 11. April 1950 in Schophoven) ist ein deutscher Politiker der CDU. Er war vom 8. Juni 2005 bis 31. Mai 2017  Landtagsabgeordneter in Nordrhein-Westfalen.

## Biografie
Wirtz ist in seinem langjährigen Wohnort Schophoven auch geboren. Nach dem Volksschulabschluss machte er von 1964 bis 1968 eine landwirtschaftliche Lehre. Von 1968 bis 1970 besuchte er die Landwirtschaftsfachschule, dann den Meisterlehrgang in Kempen. Seit 1971 war der Landwirtschaftsmeister als selbstständiger Landwirt tätig, stellte aber bereits 1990 die Milchviehhaltung ein. Anschließend war er in der Zuckerfabrik Jülich und in einem Maschinenring tätig. Im Jahr 2013 stellte er den aktiven Betrieb seines Hofes, der 116 Jahre in Familienbesitz war, endgültig ein.

## Politischer Werdegang
CDU-Mitglied ist Wirtz seit 1972. Von 1974 bis 1990 war er stellvertretender Vorsitzender des Gemeindeverbandes Inden. Ab 1975 war er 10 Jahre lang Beisitzer im Kreisvorstand der Jungen Union. Neben vielen anderen Ämtern war er ab 1975 auch Ratsmitglied in seiner Heimatgemeinde Inden.
Wirtz wurde erstmals bei der 2005 im Wahlkreis Düren I mit 50,0 % der Stimmen in den Landtag gewählt. Auch am 9. Mai 2010 wurde er dort mit nunmehr 44,02 % gewählt. Der Wahlkreis Düren I umfasst die Gemeinden Aldenhoven, Inden, Jülich, Langerwehe, Linnich, Merzenich, Niederzier, Nörvenich, Titz und Vettweiß.
Im Landtag gehörte er in seiner ersten Amtsperiode dem Ausschuss für „Natur und Umwelt, Landwirtschaft und Verbraucherschutz“ und dem Petitionsausschuss als ordentliches Mitglied an. Stellvertretendes Mitglied war er im Ausschuss für „Wirtschaft, Mittelstand und Energie, inkl. Raumplanung und Grubensicherheit“.
Seit 2010 war er ordentliches Mitglied im Ausschuss für Wirtschaft, Mittelstand und Energie sowie im Unterausschuss Bergbausicherheit. Im Unterausschuss für Bergbausicherheit ist er darüber hinaus Sprecher der CDU-Landtagsfraktion.  Stellvertretend gehört er dem Ausschuss für Bauen, Wohnen und Verkehr, dem Ausschuss für Schule und Weiterbildung sowie dem Ausschuss für Klimaschutz, Umwelt, Naturschutz, Landwirtschaft und Verbraucherschutz an.
Bei der Landtagswahl in Nordrhein-Westfalen 2012 wurde Wirtz über die Reserveliste im Landtagswahlkreis Düren I in den 16. Landtag in NRW gewählt. Sein Direktmandat verlor er knapp gegen Peter Münstermann. Wirtz erklärte am 11. Febrazar 2016, dass er 2017 auf eine weitere Landtagskandidatur verzichtet.
Wirtz war Mitglied der 15. Bundesversammlung.

## Privates
Wirtz ist verheiratet und hat zwei Kinder. Er lebt inzwischen in Jülich.